# 立江寺 (岐阜市)
立江寺（りゅうこうじ）は岐阜県岐阜市江崎にある阿弥陀如来を本尊とする浄土宗西山派の寺院で、山号は洗蒙山。美濃新四国46番札所。
応永のはじめに永空念長が開いたと伝わる。創建時の宗派は不明。その後延宝年間に立政寺の通岸賢徹が入寺し、浄土宗に改められた。本尊の阿弥陀如来は室町時代初期の作で江戸時代に立政寺の秘仏が当寺の本尊として移されたものと伝わり、岐阜県の文化財に指定されている。また、同じく寺に祀られている絹本着色阿弥陀如来像は鎌倉末から室町初期のもので、美濃派の俳人村瀬五雲により明治時代末に奉納され、岐阜市の文化財に指定されている。